# Iván Vázquez Rodríguez
Iván Vázquez Rodríguez (Santiago de Compostela, La Coruña, España, 28 de julio de 1988) es un entrenador de fútbol español.

## Trayectoria

### Inicios
Inicio su carrera vinculado a la dirección técnica desde muy temprana edad. Tuvo la suerte de entrenar en todas las categorías menores y tras ello es entrenador profesional de fútbol. También ha trabajado como Jefe de Fútbol Formativo en canteras muy reconocidas. Le acompañan títulos importantes, como la Copa Libertadores U20, de la cual es ganador de la última edición.

### Independiente de Valle
En 2019, recibió una llamada de Miguel Ángel Ramírez, quien para ese momento ocupaba el rol de jefe formativo de Independiente, para invitarlo a formar parte del proyecto, incorporándose como Director de Formativas.

### Atlético Santo Domingo
En 2021 es llamado a encabezar el proyecto, incorporándose el 11 de abril del 2021 a los Santodomingueños, realizando su debut en el banquillo frente a Gualaceo S. C. con una victoria de 1 a 0 sumando así el club su primera del año luego de 5 fechas.

### Club Técnico Universitario
El 8 de junio de 2022, firma por el Club Técnico Universitario de la Serie A de Ecuador. El 12 de agosto de 2022, deja de ser entrenador del conjunto ecuatoriano.

## Clubes
| Club                                                                    | País               | Año       |
| ----------------------------------------------------------------------- | ------------------ | --------- |
| Deportivo de La Coruña (Fútbol Base)                                    | Bandera de España  | 2015-2018 |
| Racing de Ferrol (Fútbol Base)                                          | Bandera de España  | 2018      |
| Independiente del Valle (Entrenador juvenil y Director del Fútbol Base) | Bandera de Ecuador | 2019-2020 |
| Club Atlético Santo Domingo                                             | Bandera de Ecuador | 2021-2022 |
| Club Técnico Universitario                                              | Bandera de Ecuador | 2022      |